# Anna Lapwood
Répertoire
Musique classique
Anna Lapwood, née le 28 juillet 1995, est une musicienne multi-instrumentiste, mais principalement organiste, ainsi que chef d'orchestre britannique.
Elle est la première femme titulaire d'une bourse d'orgue au Magdalen College d'Oxford, ainsi que chef d'orchestre au Pembroke College de Cambridge.

## Jeunesse et formation
Anna Lapwood joue de quinze instruments différents, notamment du piano, du violon, des percussions, de l'alto, mais plus particulièrement de la harpe et de l'orgue. Elle a notamment été harpiste dans le Orchestre national des jeunes de Grande-Bretagne (en),.
Elle est également compositrice, arrangeuse et éditrice. Au cours des années 2020, elle arrange notamment un certain nombre de musiques de film pour orgue, ce qui est fortement apprécié par son public.

## Carrière
Anna Lapwood devient la première femme titulaire d'une bourse d'orgue au Magdalen College d'Oxford en 560 années d'existence de l'institution. À vingt-et-un ans, elle devient chef d'orchestre au Pembroke College de Cambridge, ce qui en fait la plus jeune personne à accéder à un tel poste pour les deux universités d'Oxford et de Cambridge de toute l'histoire. Elle y fonde notamment en 2018 une chorale féminine pour les écolières de onze à dix-huit ans.
À partir de 2018, elle organise chaque année un « Bach-a-thon », une session d'interprétation de toutes les œuvres pour orgue de Jean-Sébastien Bach. En 2018, elle choisit de faire appel à vingt-et-une autres organistes exclusivement féminines pour célébrer le centenaire du Representation of the People Act 1918 qui avait ouvert le droit de vote aux femmes britanniques. Anna Lapwood l'organise également pour promouvoir la place des femmes dans le monde de la musique classique et notamment de l'orgue. Ce choix est fait également en réaction à la remarque d'un membre du jury d'un concours international d'orgue, qui lui avait conseillé de jouer « plus comme un homme »,. En réaction, elle lance sur les réseaux sociaux le hashtag #Playlikeagirl, repris par de nombreuses musiciennes.
Anna Lapwood enregistre en 2021 son premier album Images sur l'orgue de la cathédrale d'Ely, dans lequel elle interprète notamment les Four Sea Interludes de Benjamin Britten. Elle devient populaire sur le réseau social TikTok où ses vidéos d'orgue sont très appréciées : en décembre 2022, elle est suivie par plus de quatre cent mille personnes sur ce réseau, ce qui amène l'organiste Cameron Carpenter à déclarer qu'Anna Lapwood est « l'organiste la plus visible du monde ».
En mai 2022, elle se produit en concert avec Bonobo au Royal Albert Hall, de l'orgue duquel (en) elle est artiste associée,,. Elle participe chaque mois à une session nocturne sur ledit orgue, le deuxième plus grand d'Angleterre, durant laquelle elle joue de minuit à six heures du matin, mais a également joué pour les passants sur un orgue installé dans la gare de London Bridge.

## Distinctions
Elle est nommée membre de l’ordre de l'Empire britannique en 2023. L'année suivante, lors des Global Awards (en), elle remporte le prix de la catégorie « best classical ».